# Estación de Avenida de Europa
Avenida de Europa es una estación de la línea ML-2 de Metro Ligero Oeste situada bajo la intersección de las avenidas de la Comunidad de Madrid y de Europa, en Pozuelo de Alarcón. Abrió al público el 27 de julio de 2007 y es una de las tres estaciones subterráneas de la línea.
Su tarifa corresponde a la zona B1 según el Consorcio Regional de Transportes.

## Accesos
Vestíbulo Avenida de Europa

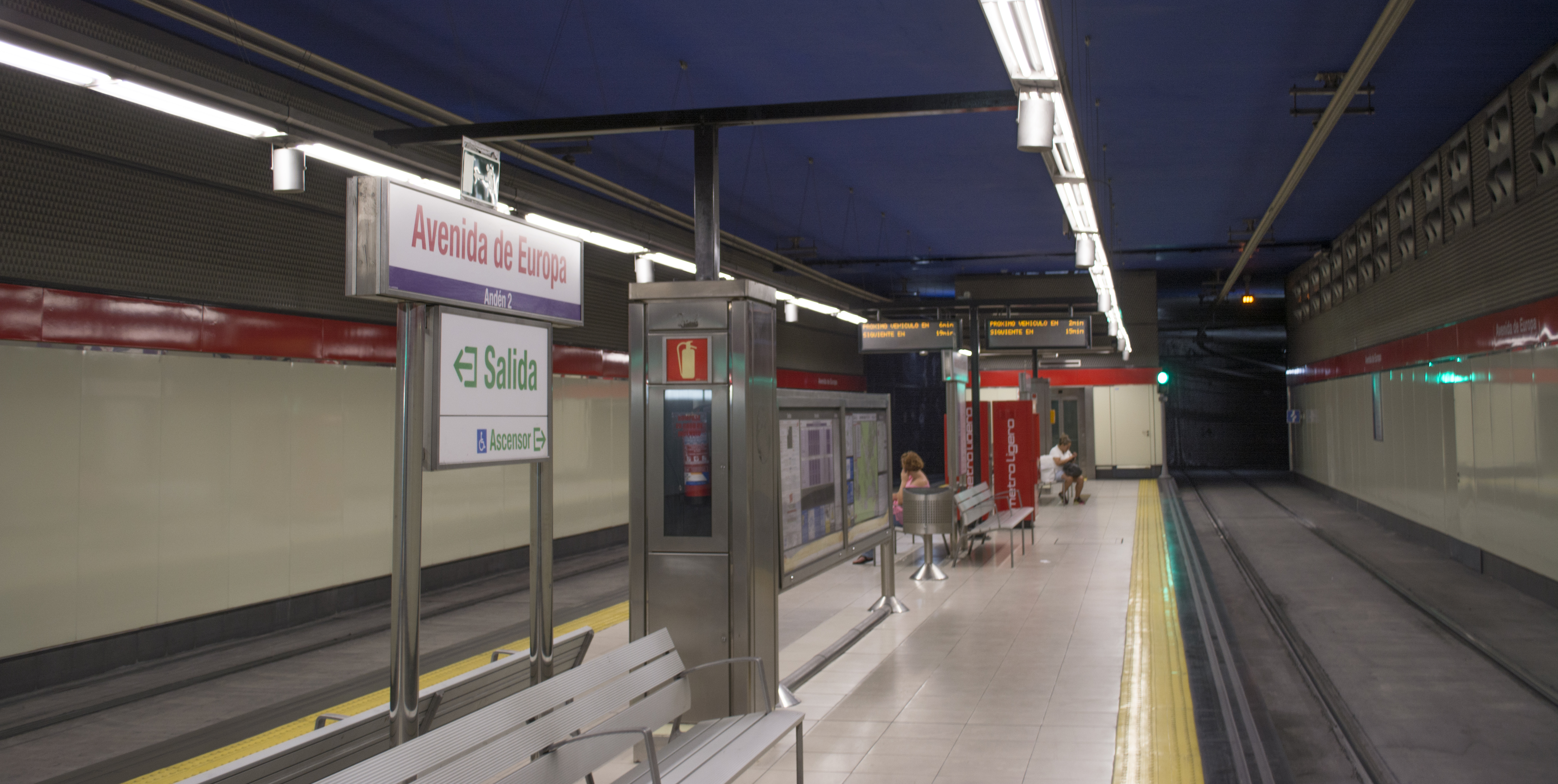
Andén central subterráneo de la estación.

- Avda. de Europa Avda. Comunidad de Madrid, 3 (esquina  Avda. de Europa)
- Ascensor Avda. Comunidad de Madrid, 3

## Líneas y conexiones

### Metro Ligero
| << cabecera    | < estación           | línea | estación > | cabecera >> |
| -------------- | -------------------- | ----- | ---------- | ----------- |
| Colonia Jardín | Campus de Somosaguas |       | Berna      | Aravaca     |

### Autobuses
| Diurnos |                                                      |                                                |                           |
| Línea   | Destino                                              | Parada                                         | Operador                  |
| 2       | Circular de Pozuelo de Alarcón (sentido horario)     | 07672 Av. Europa-Est. Avenida Europa (n.º 11A) | Avanza Movilidad Integral |
| 3       | Circular de Pozuelo de Alarcón (sentido antihorario) | 09480 Av. Europa-Est. Avenida Europa (n.º 16)  | Avanza Movilidad Integral |

| Diurnos   |                                                     |                                                |                           |
| Línea     | Destino                                             | Parada                                         | Operador                  |
| 657       | Pozuelo de Alarcón (Monteclaro)                     | 07672 Av. Europa-Est. Avenida Europa (n.º 11A) | Avanza Movilidad Integral |
| 657A      | Pozuelo de Alarcón (San Juan de la Cruz)            | 07672 Av. Europa-Est. Avenida Europa (n.º 11A) | Avanza Movilidad Integral |
| 658A      | Pozuelo de Alarcón (P. E. La Finca - C. C. LaFinca) | 07672 Av. Europa-Est. Avenida Europa (n.º 11A) | Avanza Movilidad Integral |
| 657       | Madrid (Moncloa)                                    | 09480 Av. Europa-Est. Avenida Europa (n.º 16)  | Avanza Movilidad Integral |
| 657A      | Madrid (Moncloa)                                    | 09480 Av. Europa-Est. Avenida Europa (n.º 16)  | Avanza Movilidad Integral |
| 658A      | Madrid (Moncloa)                                    | 09480 Av. Europa-Est. Avenida Europa (n.º 16)  | Avanza Movilidad Integral |
| Nocturnos |                                                     |                                                |                           |
| Línea     | Destino                                             | Parada                                         | Operador                  |
| N902      | Pozuelo de Alarcón - Ciudad de la Imagen            | 09479 Av. Comunidad Madrid-Est. Avenida Europa | Avanza Movilidad Integral |
| N902      | Madrid (Moncloa)                                    | 07677 Av. Comunidad Madrid-Est. Avenida Europa | Avanza Movilidad Integral |